# Kaszyce (gromada)
Kaszyce – dawna gromada, czyli najmniejsza jednostka podziału terytorialnego Polskiej Rzeczypospolitej Ludowej w latach 1954–1972.
Gromady, z gromadzkimi radami narodowymi (GRN) jako organami władzy najniższego stopnia na wsi, funkcjonowały od reformy reorganizującej administrację wiejską przeprowadzonej jesienią 1954 do momentu ich zniesienia z dniem 1 stycznia 1973, tym samym wypierając organizację gminną w latach 1954–1972.
Gromadę Kaszyce z siedzibą GRN w Kaszycach utworzono – jako jedną z 8759 gromad na obszarze Polski – w powiecie jarosławskim w woj. rzeszowskim na mocy uchwały nr 21/54 WRN w Rzeszowie z dnia 5 października 1954. W skład jednostki weszły obszary dotychczasowych gromad Kaszyce, Ciemiężowice, Dmytrowice i Zamiechów ze zniesionej gminy Chłopice w tymże powiecie. 
13 listopada 1954 gromada weszła w skład nowo utworzonego powiatu radymniańskiego, gdzie ustalono dla niej 19 członków gromadzkiej rady narodowej.
31 grudnia 1961, w związku ze zlikwidowaniem powiatu radymniańskiego, gromadę Kaszyce włączono do powiatu przemyskiego w tymże województwie, oprócz wsi Zamiechów, która – jako jedyna – powróciła do powiatu jarosławskiego tamże; równocześnie gromadę Kaszyce zniesiono, włączając jej obszar do gromad Trójczyce (wsie Kaszyce, Ciemiężowice i Dmytrowice) i Chłopice (wieś Zamiechów).